# Patrick de Radiguès
Pour les articles homonymes, voir Radiguès.
Patrick de Radiguès est né à Louvain le 25 juillet 1956.
Connu pour son palmarès en tant que pilote de moto, il ne fait son entrée dans le monde de la voile qu’à 36 ans.

## Carrière
- Vainqueur du Bol d'or (1989) et 2e du championnat d’Endurance en moto
- 3e de la Transat Jacques Vabre sur La Novia avec Yves Le Cornec
- 5e de la Transat Québec-Saint-Malo sur La Novia (1995)
- Non classé lors du Vendée Globe (1996-1997)
- Abandon lors du Vendée Globe 2000-2001 sur La Libre Belgique
- Coskipper de Jean-Luc Nélias sur le trimaran Belgacom (2001)